# Монимолит
Монимолит((Pb Ca, Fe)3Sb25+O8) — минерал класса окислов, надгруппы пирохлора группы стибиконита. Название от греческого μονἷμος (монимос) — устойчивый, так как химически разлагается с большим трудом. Синоним Свинцовый ромеит, свинцово-сурьмяный пирохлор.

## Свойства минерала

### Структура и морфология кристаллов
Кубическая сингония. Параметр ячейки a0 = 1,047 нм. У монимолита хорошо образованные кристаллы октаэдрического облика, у крайне редкого, не содержащего кальций монимолита кристаллы кубические.

### Физические свойства
Спайность совершенная по (111) неясная. Излом мелкораковистый, занозистый. Хрупок. Твёрдость 6, для безкальциевого — 5. Удельный вес варьирует (для Pb2Sb2O7 — 8,394;  для Ca2Sb2O7 — 5,294). Цвет обычного монимолита жёлтый, серо-зелёный, коричневый, черта его соломенно-жёлтая; цвет не содержащего кальций тёмно-коричневый до чёрного, черта коричневая. Блеск жирный. Просвечивает в тонких краях до почти непрозрачного.

### Микроскопическая характеристика
В шлифах в проходящем свете желтовато-зелёный, в отражённом свете буровато-жёлтый с зелёным оттенком. Изотропен; у кубических кристаллов краевая зона частично аномально двупреломляет.

### Химические свойства
В кислотах не растворяется; кальцийсодержащий не разлагается при сплавлении с карбонатами щелочей, бескальциевый разлагается легко. Перед паяльной трубкой сплавляется в чёрный пузыристый шлак. На угле восстанавливается, образуется ковкий свинцово-серый шарик, который в окислительном пламени даёт налёт белой Sb2O7 и жёлтой окраски свинца.

## Характерные выделения
Кристаллы до нескольких миллиметров, иногда плотные скопления.

## Нахождение
Очень редкий гипогенный минерал. Встречен в железо-марганцевом руднике Харстиг в Вермланде (Швеция) в кальцитовых жилах в сопровождении магнетита, тефроита, рихтерита, гедифана.

## Искусственное получение
Безводный Pb2Sb2O7 со структурой пирохлора, по-видимому, являющийся аналогом бескальциевого монимолита, был получен в виде порошка  при нагревании до красного каления смеси сурьмяной кислоты с ацетатом свинца.

## Отличительные характеристики
От биндгеймита, к которому близок по составу и структуре, отличаются отсутствием воды, формой кристаллов, парагенетической ассоциацией; от ромеита, к которому близок по структуре и форме кристаллов, отличается по составу.